# 張昇 (嘉靖進士)
張昇（1514年—1600年），字伯東，號田南，山西澤州陽城縣人，民籍，明朝政治人物。

## 生平
嘉靖二十五年（1546年）丙午科山西鄉試第二十二名舉人。嘉靖二十九年（1550年）中式庚戌科會試第一百十一名，三甲第一百九十四名進士。知直隸清苑縣，多有惠政。擢戶部主事，升兵部车驾司員外郎，以母喪归。服阕，起补刑部郎中，出為衛輝府知府。隆慶二年（1568年）四月擢陝西副使，以考察去职。家居十余年，以累疏举荐，万历八年（1580年）正月起补陕西原职，八月改河南大名道副使，十年正月升本省右参政，駐河内，五月以病乞休，准以右参政新衔致仕。万历二十八年卒，年八十七。

## 家族
曾祖張演；祖父張表；父張曉（？-1547年），母王氏。
孫張慎言，天和子，累官南京吏部尚書。